# Frank Peterson
Frank Peterson es un productor musical alemán conocido por su trabajo con Enigma y artistas tales como Sarah Brightman, Gregorian o Princessa. 
Peterson nació el 20 de diciembre de 1963, en Geesthacht, un suburbio de Hamburgo. De niño aprendió por sí solo a tocar el piano y los teclados, yendo a trabajar a una tienda de música. Fue ahí donde conoció a Michael Cretu y se convirtió en teclista principal de la banda de la cantante Sandra, apareciendo en su sencillo (I'll never be) Maria Magdalena.
Fue miembro de la banda de Sandra por muchos años, mudándose con los Cretu a Ibiza después de unos años. Mientras estaba allí participaría de un nuevo proyecto de Michael Cretu, Enigma, bajo el seudónimo de F. Gregorian. Peterson contribuyó a su primer álbum, MCMXC a.D., escribiendo varias canciones.
Peterson abandonó el grupo en 1991 y se dedicó a trabajar en Gregorian, un proyecto musical cofundado por Thomas Schwarz y Matthias Meissner. Las voces femeninas para este álbum fueron provistas por The Sisters of Oz - un dúo integrado por Birgit Freud y Susana Espelleta, quien se casó con Peterson, de quien terminaría divorciándose. 
Poco tiempo después, él conoció a la soprano inglesa Sarah Brightman y colaboró con ella en todos sus álbumes de solista desde Dive, teniendo por varios años, una relación sentimental con ella.
Gregorian fue re-inventado más tarde como un grupo que interpretaba canciones populares arregladas como cánticos. La inspiración de Peterson, como él lo afirmó en una entrevista, era la aproximación del nuevo milenio y su aspecto espiritual.
En 1997, Peterson colaboró con la cantante israelí Ofra Haza, produciendo su último álbum Ofra Haza. Este álbum fue muy exitoso en Europa y Estados Unidos.
Otros artistas con quienes Peterson ha trabajado son Princessa, Violet, y Sinsual.